# 鳥島群島
鳥島群島 （チョドぐんとう、朝: 조도군도）は、朝鮮半島南西沖にある群島。大韓民国全羅南道珍島郡鳥島面に属する。

## 概要
鳥島群島は、朝鮮半島南西端付近にある珍島のさらに南西沖にある島嶼群のひとつである。下鳥島、上鳥島、大馬島、 羅拝島などの島々により成っている。下鳥島には面事務所が置かれており、鳥島面の行政・経済の中心地となっている。下鳥島とその北に位置する上鳥島は、長さ510メートルの鳥島大橋で結ばれている。
「鳥島」の名は、多数の小さい島々が散在している様子が鳥が群れ集うさまに似ていることに由来する。全域が多島海海上国立公園に指定されている。